# 은산초등학교 대양분교
은산초등학교 대양분교는 대한민국 충청남도 부여군 은산면 충절로 3222 (오번리)에 있었던 공립 초등학교이다.

## 연혁
- 1940년 10월 11일 은산은중공립심상소학교 개교(설립인가 3월 31일)
- 1941년 4월 1일 은산은중공립국민학교 개칭
- 1946년 3월 1일 대양국민학교로 개칭
- 1978년 8월 7일 교가 제정(작사 교감 임백상, 작곡 교사 이남희)
- 1984년 3월 1일 병설유치원 개원
- 1996년 3월 1일 은산초등학교 대양분교장으로 격하
- 2000년 3월 1일 은산초등학교 통합